# Дом Ласкина (Таганрог)
Дом Ласкина — здание, которое расположено по улице Греческой, 39 в городе Таганроге Ростовской области. Представляет собой пример фоновой застройки города, которая была распространена в период третьей четверти XIX века.

## История
В июле 1833 года в город Таганрог приехал прапорщик Александр Яковлевич Ласкин вместе со строительным отрядом для составления сметы и проведению работ по благоустройству гавани и Пушкинской набережной. В 1840-х годах он был ответственным за строительство Митрофаниевской церкви, на месте которой на Центральном рынке Таганроге сейчас расположен павильон «Молоко». Статский советник Александр Ласкин был женат на Аделаиде Ласкиной, которая с 1857 года(по другим данным — с конца 1860 годов) по 1880 год была владелицей дома по улице Греческой, 39 в Таганроге. Александр Ласкин руководил работами по проведению и созданию конной дороги, которая бы связывала порт и купеческую биржу. В 1860-х годах он пребывал уже в чине полковника и занимал должность председателя корпуса инженеров путей сообщения. В середине 1860-х годов был среди членов временной комиссии, которые занимались устройством Таганрогского порта. Умер он в 1888 году, а в 1890 году дом по наследству перешел его сыну — коллежскому асессору Гавриилу Александровичу Ласкину. Владел он им по 1898 год, был членом Общества археологии, истории и этнографии, которое работало при Казанском университете. Занимался написанием трудов, которые касались истории Византии.
В начале 1900 годов дом перешел в собственность есаула Николая Андреевича Кузнецова.
В 1911 году в доме принимал доктор В. Г. Кошевский — приемы длились с 16:00 до 19:00 часов вечера. Лечил он людей с нервными и душевными болезнями. С 1915 года (по другим данным — с 1916 года) особняк принадлежал Федору Степановичу Гирсанову и его семье. Они были собственниками дома до 1925 года. Федор Гирсанов принимал участие в строительстве таганрогского порта, был женат на мещанке Евдокии Ефимовне Глушковой. Квартиры в своем доме он сдавал в наем, и среди арендаторов числились портовые надзиратели и надворный советник, прокурор Владимир Васильевич Колпенский. В этом же доме работала пивная лавка Павла Крисоненко. В XXI веке это жилой дом.

## Описание
Одноэтажный дом построен на высоком цоколе. Угол дома имеет скругленную форму. Пилястры в количестве шести штук расположены по боковому и главному фасаду. Окна имеют прямоугольную форму с округленным верхом. Возле окон практически не сохранились обналичники, но расположены дугообразные сандрики на кронштейнах. Прямоугольные ниши располагаются под окнами. Напротив по диагонали от дома по улице Греческой, 39, располагается Дворец Александра Первого.